# 劉良
劉 良（りゅう りょう、? - 41年）は、中国の新代から後漢時代初期にかけての政治家。荊州南陽郡蔡陽県（湖北省棗陽市）の人。字は次伯。劉回の子。劉欽の弟。後漢の光武帝（劉秀）の叔父。甥には他に劉縯・劉仲が、姪に劉黄・劉元・劉伯姫がいる。子は劉栩。

## 事跡
| 姓名           | 劉良                                                                         |
| 時代           | 新代                                                                         |
| 生没年         | 生年不詳 - 41年（建武17年）                                                  |
| 字・別号       | 次伯（字）                                                                   |
| 本貫・出身地等 | 荊州南陽郡蔡陽県                                                             |
| 職官           | 蕭県県令〔新〕→国三老〔更始〕                                                |
| 爵位・号等     | 広陽王〔後漢〕→趙王〔後漢〕 →趙公〔後漢〕→趙孝王〔後漢〕                     |
| 陣営・所属等   | 劉縯→更始帝→光武帝                                                           |
| 家族・一族     | 父：劉回 兄：劉欽 甥：劉縯 劉仲 劉秀（光武帝） 姪：劉黄 劉元 劉伯姫 子：劉栩 |

平帝の時期に孝廉に挙げられ、沛郡蕭県県令となっている。劉秀の兄弟姉妹は年少にして孤児となったため、劉良は彼らを手厚く保護した。特に末弟だった劉秀は劉良の自宅で養育された。
しかし、地皇3年（22年）に、劉秀が反新の挙兵について劉良に報告すると、劉良は「お前は伯升（劉縯）とは志向が異なると思っていたのに、この一族の滅亡の危機に、お前まで謀反を企んでいたとは何たることだ」と激怒して罵った。それでもやむなくこれに追従したが、この年の末に小長安聚（南陽郡育陽県）の戦いで劉秀らが敗北すると、劉良自身は逃れたものの、妻と2人の子は新軍に殺された。
更始元年（24年）2月に劉玄が更始帝として即位すると、劉良は国三老となった。以後、更始帝に随従し、長安入りしている。ところが、建武元年（25年）6月に劉秀が光武帝として即位すると、更始政権の御史大夫隗囂が、劉良に政事を委ねるよう更始帝に説いたが、更始帝はこれを拒否した。また、劉良自身も長安から逃亡して洛陽入りし、劉秀の下に逃げ込んだ。
建武2年（26年）、劉良は広陽王に封じられ、建武5年（29年）には趙王に転封された。建武11年（35年）頃、劉良は威勢を恃んだ振舞いをしたため、司隷校尉鮑永から「大不敬」として弾劾されている。建武13年（37年）、趙公に降格されている。建武17年（41年）、劉良は死去した。子の趙節王劉栩が後を継いで、彼は孝王と諡されている。